# Opuntia polyacantha
Opuntia polyacantha je vrsta kaktusa, ki ga je že leta 1819 opisal Adrian Hardy Haworth (1767–1833). Domovina kaktusa so suhi predeli zahodnega dela ZDA in južne Kanade, kjer raste v lahki peščeni zemlji. Značilna je za zelo revna tla. Raste v nizkih gozdovih, savanah, prerijah, grmičasih stepah, čaparalu, borovih gozdovih in med grmičevjem.
Raste v zelo hladnih področjih in je po izkušnjah gojiteljev prezimna tudi na Slovenskem.

## Opis rastline
Steblo je spodaj okroglo, listi so delno ploščati. Posamezni listi v višino merijo do 27 cm, v širino pa 18 cm, celotna rastlina pa do 40 cm. Rastlina doseže širino do nekaj metrov. Bodice so zelo različne glede na formo rastline, ki je zelo variabilna. Bodice so dolge od pol centimetra do skoraj dveh decimetrov, glohide, ki obkrožajo glavne bodice na areolah, pa so rjave, dolge do nekaj mm. Cvetovi so lahko rumene, rdeče ali rožnate barve, premera 2,5–4 cm. Plod je ovalen, suh, pokrit s šopi glohid.
V naravi ima zajedalce, kot so kaktusov molj (Melitara dentata), modri kaktusov luknjač (Olycella subumbrella) in kaktusov hrošč (Chelinidea vittiger). Z rastlinami se hranijo tudi prerijski psi (Cynomys ludovicianus) in vilorogi (Antilocapra americana).

## Izvor imena
Vrstno ime 'gigantea' izvira iz grščine poly - mnogo in acantha - bodica, kar pomeni kaktus, ki ima mnogo bodic. Njena imena so še:
- plains pricklypear (gorska opuncija),
- cliff prickly pear (skalna opuncija),
- grizzly bear prickly pear (grizlijeva opuncija),
- hairy prickly pear (kosmata opuncija),
- hedgehog prickly pear (ježasta opuncija),
- hunger cactus (lakotni kaktus),
- hairspine cactus (ščetinasta opuncija),
- juniper prickly pear (brinova opuncija),
- Nichol's prickly pear (nikolova opuncija),
- panhandle pricklypear (ponvasta opuncija),
- porcupine prickly pear (ježevec),
- red-spined prickly pear (rdečebodičasta opuncija) in
- starvation pricklypear (stradalna opuncija).

Če vzamemo tudi njene sinonime, so imena še sand pricklypear (Opuntia arenaria), common name grizzly bear (Opuntia polyacantha var. erinacea) in hairspine pricklypear (Opuntia polyacantha var. trichophora).

## Razmnoževanje
Kaktus se razmnožuje s semeni, ki so debela in težko kalijo. Razmnožuje se predvsem vegetativno, običajno s poleganjem, nakar se listi samostojno ukoreninijo.

## Zaščita rastlin
Opuntia polyacantha je kot vsi kaktusi uvrščen na CITES seznam App. II.

## Uporaba
Na severu Amerike pleme indijancev Blackfoot uporablja kaktus kot zdravilo proti bradavicam, naribanega pa za zdravljenje odprtih ran. Bodice uporabljajo za nekakšno akupunkturo. Kadar govedi zmanjka hrane, govedorejci zažgejo skupine teh opuncij, da se z njimi lahko nahrani govedo.

## Varietete
- Opuntia polyacantha f. platycarpa (Engelm.) Toumey & Rose in L. H. Bailey
- Opuntia polyacantha var. albispina J. M. Coulter
- Opuntia polyacantha var. arenaria (Engelmann) B.D. Parfit
- Opuntia polyacantha var. aurea n.n. DJF 1223
- Opuntia polyacantha var. borealis J. M. Coulter
- Opuntia polyacantha var. erinacea (Engelmann & J.M. Bigelow) B.D. Parfitt
- Opuntia polyacantha var. erythrostema J. A. Purpus
- Opuntia polyacantha var. hystricina (Engelmann & J.M. Bigelow) B.D. Parfitt
- Opuntia polyacantha var. juniperina (Britton & Rose) L.D. Benson
- Opuntia polyacantha var. nicholii (L.D. Benson) B.D. Parfitt
- Opuntia polyacantha var. platycarpa J. M. Coulter
- Opuntia polyacantha var. polyacantha
- Opuntia polyacantha var. rufispina (Engelmann & J. M. Bigelow) L.D. Benson
- Opuntia polyacantha var. salmonea J. A. Purpus
- Opuntia polyacantha var. schweriniana (K. Schumann) Backeberg
- Opuntia polyacantha var. spirocentra J. A. Purpus
- Opuntia polyacantha var. subinermis J. A. Purpus
- Opuntia polyacantha var. trichophora (Engelmann & J. M. Bigelow) J.M. Coulter
- Opuntia polyacantha var. watsonii J.M. Coulter

## Vrste, varietete in forme v rodu Opuntia
- Opuntia arenaria Engelmann
- Opuntia missouriensis De Candolle
- Opuntia missouriensis f. albispina (Engelm. & J. M. Bigelow) Schelle
- Opuntia missouriensis f. trichophora (Engelm. & J. M. Bigelow) Schelle
- Opuntia missouriensis var. albispina Engelm. & J. M. Bigelow
- Opuntia missouriensis var. elongata Salm-Dyck
- Opuntia missouriensis var. erythrostema Späth
- Opuntia missouriensis var. microsperma Engelmann
- Opuntia missouriensis var. platycarpa Engelmann
- Opuntia missouriensis var. rufispina Engelmann & J. M. Bigelow
- Opuntia missouriensis var. salmonea Späth
- Opuntia missouriensis var. spirocentra Hort
- Opuntia missouriensis var. subinermis Engelmann
- Opuntia missouriensis var. trichophora Engelm. & J. M. Bigelow
- Opuntia nicholii L.D. Benson